# Challenger de Glasgow
El Challenger de Glasgow o (Aegon GB Pro-Series Glasgow) por razones de patrocinio) es un torneo de tenis profesional jugado en canchas duras bajo techo. Actualmente forma parte de la Asociación de Tenistas Profesionales (ATP) Challenger Tour. Se celebra anualmente en Glasgow, desde 2015.

## Resultados

### Individuales
| Año  | Campeón      | Finalista       | Resultado               |
| ---- | ------------ | --------------- | ----------------------- |
| 2015 | Niels Desein | Ruben Bemelmans | 7–6(7–4), 2–6, 7–6(7–4) |

### Dobles
| Año  | Campeones                       | Finalistas                        | Resultado |
| ---- | ------------------------------- | --------------------------------- | --------- |
| 2015 | Wesley Koolhof Matwé Middelkoop | Sergei Bubka Aleksandr Nedovyesov | 6-1, 6-4  |